# Jacek Gutowski
Jacek Gutowski (Varsavia, 25 luglio 1960 – Varsavia, 1º dicembre 1996) è stato un sollevatore polacco plurimedagliato mondiale ed europeo che ha gareggiato nella categoria dei pesi mosca (fino a 52 kg).

## Biografia
Gutowski cominciò a sollevare pesi all'età di 10 anni e, pur avendo un fisico minuto, negli anni fu abile nello sviluppare un'ottima tecnica di sollevamento.
Dopo aver ottenuto ottimi risultati da juniores, nel 1980 cominciò ad ottenere risultati di rilievo anche tra i senior, vincendo la medaglia di bronzo ai Campionati europei di Belgrado con 225 kg nel totale.
Nel 1981 vinse la medaglia d'argento ai Campionati mondiali ed europei di Lilla con 240 kg nel totale, dietro al sovietico Kanıbek Osmonaliev (247,5 kg).
Ai successivi Campionati mondiali ed europei di Lubiana 1982 ottenne la medaglia di bronzo con 245 kg nel totale, terminando alle spalle del connazionale Stefan Leletko (250 kg) e del bulgaro Ženja Sarandaliev (245 kg come Gutowski).
L'anno seguente conquistò un'altra medaglia d'argento ai Campionati mondiali ed europei di Mosca con 250 kg nel totale, battuto dal bulgaro Neno Terzijski (260 kg).
Nel 1984 vinse la medaglia di bronzo ai Campionati europei di Vitoria con 242,5 kg nel totale, ma non poté partecipare alle Olimpiadi di Los Angeles dello stesso anno, dove sarebbe stato uno dei favoriti per il podio, a causa del boicottaggio di quei Giochi Olimpici da parte dei Paesi dell'Est europeo.
Ritornò sulle scene internazionali nel 1986 conquistando dapprima la medaglia d'argento ai Campionati europei di Karl-Marx-Stadt con 242,5 kg nel totale e poi un'altra medaglia d'argento ai Campionati mondiali di Sofia con 252,5 kg nel totale, dietro al bulgaro Sevdalin Marinov (257,5 kg) e davanti al sovietico Aleksej Kolokol'cev (250 kg).
L'anno successivo fu medaglia di bronzo ai Campionati mondiali di Ostrava con 247,5 kg nel totale.
Nel 1988 prese parte alle Olimpiadi di Seul, terminando la competizione al 5º posto finale con 247,5 kg nel totale.
Nel 1990 Gutowski conseguì il suo ultimo podio, vincendo la medaglia di bronzo ai Campionati europei di Aalborg con 237,5 kg nel totale.
Si ritirò dalle competizioni nel 1993.
Nel corso della sua carriera stabilì un record mondiale nella prova di strappo.
Morì improvvisamente il 1º dicembre 1996 all'età di 36 anni.